# Ulleskelf
Ulleskelf är en ort och civil parish i Storbritannien.   Den ligger i grevskapet North Yorkshire och riksdelen England, i den centrala delen av landet, 270 km norr om huvudstaden London. Ulleskelf ligger 12 meter över havet och antalet invånare är 980.
Terrängen runt Ulleskelf är platt, och sluttar österut. Runt Ulleskelf är det ganska tätbefolkat, med 120 invånare per kvadratkilometer. Närmaste större samhälle är York, 14,3 km nordost om Ulleskelf. Trakten runt Ulleskelf består till största delen av jordbruksmark.